# Friedrich Mahla

Friedrich Mahla

Friedrich Norbert Mahla (* 15. März 1798 in Nußdorf, jetzt Landau in der Pfalz; † 13. Oktober 1875 ebenda) war ein deutscher Politiker.

## Leben
Mahla war ein Sohn des Pfarrers Karl Lukas Mahla. Vom Vater im Privatunterricht auf das Universitätsstudium vorbereitet, studierte er nach bestandener Aufnahmeprüfung Rechtswissenschaften an der Friedrich-Alexander-Universität Erlangen, der Ruprecht-Karls-Universität Heidelberg und der Julius-Maximilians-Universität Würzburg. Im Dezember 1817 wurde er Mitglied der Alten Erlanger Burschenschaft. Im Januar 1818 ebenso wie sein Bruder aus der Burschenschaft ausgetreten, wurde er im Corps Onoldia admittiert und am 12. Januar 1818 recipiert. Nach Abschluss seiner Studien ließ er von 1824 bis 1859 Rechtsanwalt in Landau. Mit Mitbürgern gründete er den Dreihof bei Offenbach an der Queich als landwirtschaftlichen Musterbetrieb für den Anbau von Hopfen und Tabak. 1838 wurde er in den Stadtrat gewählt, 1843 zum Bürgermeister der Stadt Landau. 1848 kandidierte er nicht mehr. Von 1852 bis 1875 stand Mahla dem Verwaltungsrat der Pfälzischen Eisenbahnen vor. Von 1855 bis 1861 gehörte er der Zweiten Kammer der Bayerischen Ständeversammlung an.

## Ehrungen
- Justizrat
- Die Pfälzischen Eisenbahnen benannten ihre Lokomotive Nr. 47 nach ihm: MAHLA.[3]